# Bundestagswahlkreis Husum – Südtondern – Eiderstedt
Der Wahlkreis Husum – Südtondern – Eiderstedt war ein Bundestagswahlkreis in Schleswig-Holstein und umfasste das Gebiet der Kreise Husum, Südtondern und Eiderstedt.

## Geschichte
Der Wahlkreis Husum – Südtondern – Eiderstedt hatte die Wahlkreisnummer 1. Das Gebiet des Wahlkreises bestand für die Bundestagswahlen 1949 bis 1961 unverändert.
Vor der Bundestagswahl 1965 wurde der Wahlkreis mit dem nördlichen Teil des Wahlkreises Norder- und Süderdithmarschen zum Wahlkreis Husum zusammengelegt.

## Abgeordnete
Direkt gewählte Abgeordnete des Wahlkreises Husum – Südtondern – Eiderstedt waren
| Jahr | Name              | Partei | Anteil der Erststimmen |
| ---- | ----------------- | ------ | ---------------------- |
| 1961 | Christian Giencke | CDU    | 46,8 %                 |
| 1957 | Christian Giencke | CDU    | 50,2 %                 |
| 1953 | Christian Giencke | CDU    | 46,7 %                 |
| 1949 | Christian Giencke | CDU    | 31,1 %                 |

## Wahlergebnisse

### Bundestagswahl 1961
| Kandidaten        | Kandidaten                     | Parteien/Listen   | Erststimmen | Erststimmen | Zweitstimmen | Zweitstimmen |
| Kandidaten        | Kandidaten                     | Parteien/Listen   | Stimmen     | %           | Stimmen      | %            |
| ----------------- | ------------------------------ | ----------------- | ----------- | ----------- | ------------ | ------------ |
|                   | ?                              | SPD               | 20.882      | 26,9        | 20.283       | 26,7         |
|                   | Christian Gienckegewählt im WK | CDU               | 36.407      | 46,8        | 34.580       | 45,6         |
|                   | ?                              | FDP               | 11.563      | 14,9        | 11.973       | 15,8         |
|                   | ?                              | GDP               | 2.881       | 3,7         | 2.884        | 3,8          |
|                   | ?                              | DFU               | 540         | 0,7         | 558          | 0,7          |
|                   | ?                              | DRP               | 622         | 0,8         | 675          | 0,9          |
|                   | –                              | DG                | –           | –           | 48           | 0,1          |
|                   | ?                              | SSW               | 4.819       | 6,2         | 4.852        | 6,4          |
| Gesamt            | Gesamt                         | Gesamt            | 77.714      | 100         | 75.853       | 100          |
|                   |                                |                   |             |             |              |              |
| Ungültige Stimmen | Ungültige Stimmen              | Ungültige Stimmen | 1.565       | 2,0         | 3.426        | 4,3          |
| Wähler            | Wähler                         | Wähler            | 79.279      | 84,0        | 79.279       | 84,0         |
| Wahlberechtigte   | Wahlberechtigte                | Wahlberechtigte   | 94.331      |             | 94.331       |              |
|                   |                                |                   |             |             |              |              |
| Quellen:          |                                |                   |             |             |              |              |

### Bundestagswahl 1957
| Kandidaten        | Kandidaten                     | Parteien/Listen   | Erststimmen | Erststimmen | Zweitstimmen | Zweitstimmen |
| Kandidaten        | Kandidaten                     | Parteien/Listen   | Stimmen     | %           | Stimmen      | %            |
| ----------------- | ------------------------------ | ----------------- | ----------- | ----------- | ------------ | ------------ |
|                   | Christian Gienckegewählt im WK | CDU               | 36.889      | 50,2        | 35.050       | 48,8         |
|                   | ?                              | SPD               | 16.303      | 22,2        | 15.918       | 22,2         |
|                   | ?                              | FDP               | 3.820       | 5,2         | 3.919        | 5,5          |
|                   | ?                              | BHE               | 4.496       | 6,1         | 4.869        | 6,8          |
|                   | ?                              | DP                | 5.694       | 7,7         | 5.652        | 7,9          |
|                   | ?                              | DRP               | 394         | 0,5         | 450          | 0,6          |
|                   | –                              | BdD               | –           | –           | 62           | 0,1          |
|                   | ?                              | SSW               | 5.909       | 8,0         | 5.931        | 8,3          |
| Gesamt            | Gesamt                         | Gesamt            | 73.505      | 100         | 71.851       | 100          |
|                   |                                |                   |             |             |              |              |
| Ungültige Stimmen | Ungültige Stimmen              | Ungültige Stimmen | 2.005       | 2,7         | 3.659        | 4,8          |
| Wähler            | Wähler                         | Wähler            | 75.510      | 83,9        | 75.510       | 83,9         |
| Wahlberechtigte   | Wahlberechtigte                | Wahlberechtigte   | 90.003      |             | 90.003       |              |
|                   |                                |                   |             |             |              |              |
| Quellen:          |                                |                   |             |             |              |              |

### Bundestagswahl 1953
| Kandidaten        | Kandidaten                     | Parteien/Listen   | Erststimmen | Erststimmen | Zweitstimmen | Zweitstimmen |
| Kandidaten        | Kandidaten                     | Parteien/Listen   | Stimmen     | %           | Stimmen      | %            |
| ----------------- | ------------------------------ | ----------------- | ----------- | ----------- | ------------ | ------------ |
|                   | Christian Gienckegewählt im WK | CDU               | 38.730      | 46,7        | 39.384       | 47,7         |
|                   | ?                              | SPD               | 14.173      | 17,1        | 14.043       | 17,0         |
|                   | ?                              | FDP               | 2.630       | 3,2         | 3.065        | 3,7          |
|                   | ?                              | BHE               | 8.385       | 10,1        | 8.543        | 10,4         |
|                   | ?                              | DP                | 9.466       | 11,4        | 7.428        | 9,0          |
|                   | ?                              | KPD               | 414         | 0,5         | 415          | 0,5          |
|                   | ?                              | GVP               | 280         | 0,3         | 377          | 0,5          |
|                   | –                              | DRP               | –           | –           | 527          | 0,6          |
|                   | ?                              | DNS               | 105         | 0,1         | 79           | 0,1          |
|                   | ?                              | SSW               | 8.635       | 10,4        | 8.636        | 10,5         |
|                   | ?                              | SHLP              | 175         | 0,2         | –            | –            |
| Gesamt            | Gesamt                         | Gesamt            | 82.993      | 100         | 82.497       | 100          |
|                   |                                |                   |             |             |              |              |
| Ungültige Stimmen | Ungültige Stimmen              | Ungültige Stimmen | 2.033       | 2,4         | 2.529        | 3,0          |
| Wähler            | Wähler                         | Wähler            | 85.026      | 85,4        | 85.026       | 85,4         |
| Wahlberechtigte   | Wahlberechtigte                | Wahlberechtigte   | 99.548      |             | 99.548       |              |
|                   |                                |                   |             |             |              |              |
| Quellen:          |                                |                   |             |             |              |              |

### Bundestagswahl 1949
| Kandidaten        | Kandidaten                     | Parteien/Listen   | Erststimmen | Erststimmen | Zweitstimmen | Zweitstimmen |
| Kandidaten        | Kandidaten                     | Parteien/Listen   | Stimmen     | %           | Stimmen      | %            |
| ----------------- | ------------------------------ | ----------------- | ----------- | ----------- | ------------ | ------------ |
|                   | ?                              | SPD               | 19.987      | 21,5        | –            | –            |
|                   | Christian Gienckegewählt im WK | CDU               | 28.901      | 31,1        | –            | –            |
|                   | ?                              | FDP               | 11.817      | 12,7        | –            | –            |
|                   | ?                              | KPD               | 1.405       | 1,5         | –            | –            |
|                   | ?                              | DP                | 7.171       | 7,7         | –            | –            |
|                   | ?                              | Zentrum           | 742         | 0,8         | –            | –            |
|                   | ?                              | DKP-DRP           | 3.720       | 4,0         | –            | –            |
|                   | ?                              | RSF / FSP / SFP   | 304         | 0,3         | –            | –            |
|                   | ?                              | SSW               | 18.875      | 20,3        | –            | –            |
| Gesamt            | Gesamt                         | Gesamt            | 92.922      | 100         | 0            | 100          |
|                   |                                |                   |             |             |              |              |
| Ungültige Stimmen | Ungültige Stimmen              | Ungültige Stimmen | 1.693       | 1,8         | 94.615       | 100,0        |
| Wähler            | Wähler                         | Wähler            | 94.615      | 80,5        | 94.615       | 80,5         |
| Wahlberechtigte   | Wahlberechtigte                | Wahlberechtigte   | 117.513     |             | 117.513      |              |
|                   |                                |                   |             |             |              |              |
| Quellen:          |                                |                   |             |             |              |              |